# المسجد الصغير (طشقند)
المسجد الصغير ((بالأوزبكية: Minor masjidi)‏‎ المسجد الصغير) - مسجد في عاصمة أوزبكستان طشقند. يقع المسجد على ضفاف قناة أنكور. وهو احدث المباني الإسلامية التي بنيت حسب الطابع العمراني الفارسي الممزوج بالإسلامي.

## التشييد
بدأ بناء المسجد الصغير في صيف 2013 على أساس مرسوم أصدره رئيس جمهورية أوزبكستان إسلام كريموف "بشأن إجراءات بناء مسجد في إقليم مول" الصغرى في طشقند". في 1 أكتوبر 2014، عشية عيد المسلمين المقدس - عيد الأضحى، افتتح رئيس أوزبكستان إسلام كريموف مسجدًا جديدًا "صغيرًا".

## الوصف
بني مبنى المسجد على الطابع العمراني الفارسي الأوزبكي التقليدي الممزوج بالإسلامي، والذي كان مستخدماً في بناء المساجد والمدارس والمجمعات الدينية منذ عدة قرون، وخصوصاً في فترة حكم الامبراطورية التيمورية. يحتوي مبنى المسجد على مئذنتين وقبة ذات لون سماوي. زين المسجد من الداخل (قاعة صلاة نصف دائرية) بأسلوب «نقشة» ولم زين المحراب بآيات من القرآن الكريم فقط بل أيضًا بالأحاديث النبوية. المسجد مصمم لاستعاب أكثر من 2400 شخص. بعد الافتتاح، أصبح المسجد الصغير أحد أكبر المراكز الدينية للمسلمين في طشقند وكل أوزبكستان. مولت ميزانية الدولة والإدارة الدينية لمسلمي أوزبكستان بناء المسجد الصغير.
يتوفر المسجد على جميع الشروط لاستقبال الزوار. هناك غرف اغتسال خاصة مجهزة بوسائل الراحة الحديثة.